# Hiszpański cyrk
Hiszpański cyrk (hiszp. Balada triste de trompeta) – hiszpańsko-francuska czarna komedia z 2010 roku w reżyserii i według scenariusza Álexa de la Iglesia. Zdjęcia kręcono w Madrycie i w Alcoy (prowincja Alicante).
Obraz prezentowany był premierowo w konkursie głównym podczas 67. MFF w Wenecji, gdzie otrzymał Srebrnego Lwa oraz Złotą Osellę za najlepszy scenariusz.

## Zarys fabuły
Akcja została osadzona w Hiszpanii w okresie wojny domowej. Pracownicy cyrku, wśród których jest m.in. Głupi klown, zostają zmuszeni do pomocy wojskom Frontu Ludowego. Po wielu latach, syn Głupiego klowna, Javier, występuje w cyrku pod pseudonimem Smutny klown. Zakochuje się w pięknej Natalii, która jest dziewczyną Sergia, okrutnego właściciela cyrku.

## Obsada
- Santiago Segura − Głupi klown
- Carolina Bang − Natalia
- Carlos Areces − Javier
- Antonio de la Torre − Sergio
- Fernando Guillén Cuervo − Kapitan milicji
- Fran Perea − Żołnierz
- Sancho Gracia − Pułkownik Salcedo
- Javier Botet − Szalony więzień
- Raúl Arévalo − Carlos

i inni

## Nagrody i nominacje
67. MFF w Wenecji
- Srebrny Lew − Álex de la Iglesia
- Złota Osella za najlepszy scenariusz − Álex de la Iglesia

Nagrody Goya 2011
- nagroda: najlepsza charakteryzacja i fryzury − José Quetglas, Pedro Rodríguez „Pedrati” i Nieves Sánchez Torres
- nagroda: najlepsze efekty specjalne − Reyes Abades i Ferrán Piquer
- nominacja: najlepszy film
- nominacja: najlepszy reżyser − Álex de la Iglesia
- nominacja: najlepszy scenariusz oryginalny − Álex de la Iglesia
- nominacja: najlepszy aktor − Antonio de la Torre
- nominacja: najlepsza aktorka drugoplanowa − Terele Pávez
- nominacja: najlepsza debiutująca aktorka − Carolina Bang
- nominacja: najlepsza muzyka − Roque Baños
- nominacja: najlepsze zdjęcia − Kiko de la Rica
- nominacja: najlepszy montaż − Alejandro Lázaro
- nominacja: najlepsza scenografia − Edou Hydallgo
- nominacja: najlepsze kostiumy − Paco Delgado
- nominacja: najlepszy kierownik produkcji − Yousaf Bhokari
- nominacja: najlepszy dźwięk − Charly Schmukler i Diego Garrido